# Volkswagen Bora (China)
O modelo denominado Bora lançado pela Volkswagen na China em 2008 é um sedan de porte médio desenvolvido especialmente para aquele mercado.